# 伊什尼亚
伊什尼亚（羅馬化：Ishnya）是俄罗斯雅罗斯拉夫尔州的市级镇，为该州罗斯托夫区四座市级镇之一。地处雅罗斯拉夫尔州南部，位于伏尔加河流域伊什尼亚河畔，在州府雅罗斯拉夫尔西南，东侧靠近区行政中心罗斯托夫市。连接首都莫斯科与北部港市阿尔汉格尔斯克的M8公路（霍尔莫戈雷公路）从该镇东南约1公里处经过。
该地2022年人口有2,697人；2010年人口3,127；2002年人口3,368；1989年人口3,889。